# Boško Petrović
Boško Petrović (Bjelovar, 18. veljače 1935. – Zagreb, 10. siječnja 2011.) bio je hrvatski vibrafonist, skladatelj, vođa sastava, producent, promotor, diskograf i jazz edukator. Osnovao je popularni jazz sastav "Zagreb Jazz Quartet" u kojem su, osim njega, svirali još Zlatko Kružić (glasovir), Zdravko Šatrak (kontrabas) i Ivica Gereg (bubnjevi). Bio je vlasnik B.P. kluba u Zagrebu, u kojemu su nastupali brojni svjetski glazbenici. Vodio je mnoge radijske i televizijske emisije, organizirao brojne glazbene festivale, sve dok je u isto vrijeme djelovao kao producent i pedagog.
Tijekom svoje glazbene karijere primio je brojne nagrade i priznanja, među kojima su i prestižne hrvatske diskografske nagrade "Porin".

## Životopis
Boško Petrović rođen je u Bjelovaru 18. veljače 1935. godine. U svom ranom djetinjstvu počinje svirati violinu, da bi s navršenih petnaest godina prešao na harmoniku. S četrnaest godina, slušajući američki radio, postaje zaljubljen u jazz i ostao mu vjeran cijelog života.
Prve snimke za Radio Zagreb napravio je 1954. godine svirajući harmoniku u kvartetu Radana Bosnara. Svoj prvi blues na vibrafonu odsvirao je u bivšem podrumu radio Zagreba zajedno s pijanistom Mihailom Pubom Schwarzom i Perom Spasovom. Schwarz je imao sve najnovije ploče od 'Modern Jazz Quarteta' i bili su veliki obožavatelji tog jazz sastava, a kasnije je postao i veliki prijatelj s njegovim članovima. Nakon što se opredijelio za instrument vibrafon, 1959. godine u Zagrebu osniva jazz kvartet, 'Zagreb Jazz Quartet', koji je u sastavu Zlatko Kružić na glasoviru, Zdravko Šatrak na kontrabasu, Ivica Gereg na bubnjevima i Boško Pertović na vibrafonu potvrdio svoju Europsku kvalitetu. U svojoj mladosti bavio se radioamaterizmom i zbog toga je upisao elektrotehnički fakultet, koji je apsolvirao, ali nikad nije diplomirao. Uz očev blagoslov otišao je putem glazbe, gdje je postao vrhunski jazz izvođač.
Tijekom svog osmogodišnjeg djelovanja, 'Zagreb Jazz Quartet', napravio je mnogobrojne koncerte u zemlji i po Europi (Austrija, Italija, Švicarska, Nizozemska, Belgija, Čehoslovačka, Njemačka, Francuska i SSSR). Nastupaju s izvornom glazbom inspirirani s tradicijom svoje zemlje, pa je njihov stil često nazivan "Balkanski Jazz". Nakon toga 1968. godine na mjesto trubača dolazi Art Farmer (1968./1969.), i sastav prerasta u kvintet i nastavlja djelovati pod imenom 'Zagrebački Jazz Kvintet'. Kvartet je također dobitnik dviju prestižnih hrvatskih nagrada 'Porin', 1996. za najbolji jazz album (Jazz galla Zagreb 900) i za najbolju jazz izvedbu (Jazz galla Zagreb 900). Osim za Croatiu records, svoje albume objavljivali su i za brojne druge izdavačke kuće poput; Phillips, Atlantic, Fontane, Black Lion, Alta i Jazzette. Ansambl je kao kvintet prestao djelovati 1969. godine, a njegovi članovi nastavili su svoju karijeru u brojnim drugim hrvatskim jazz sastavima.
Druženje s vođom sastava 'Modern Jazz Quarteta', Johnom Lewisom, imalo je veliki utjecaj na Petrovićevo uvjerenje da se jazz glazba može prilagoditi etno stilovima i njihovim podnebljima u kojima nastaju. Nastaje suradnja s hrvatskom opernom pjevačicom Ružom Pospiš Baldani (Zvira voda), te s istarskim etno glazbenicima Martinom Glavašem i Matom Špadom (Istra u mom srcu). 1970. godine osniva sastav 'BP Convention', kojeg čine vodeći glazbenici zagrebačke rock scene, Vedran Božić, Ratko Divjak, Mario Mavrin i Brane Živković, a kasnije se u njemu izmjenjuju instrumentalisti raznih generacija poput Saliha Sadikovića, Krešimira Remeta i Damira Dičića. U to vrijeme istodobno vodi i 'BP Convention Big Band', dok nakon toga svira u duetu s Nevenom Frangešom (1985. – 1988.).
Boško Petrović je kao vrhunski i priznati jazz glazbenik obišao cijeli svijet i svirao po raznim jazz festivalima. Od osnivanja 'B.P. Club'-a u Zagrebu rjeđe je putovao, a osim međunarodnog jazz festivala koji se održava u irskom gradiću Corku, jednom godišnje je odlazio u Italiju, Sloveniju i Austriju.
Njegova diskografija obuhvaća desetke albuma koji sadrže njegove prve snimke s kvartetom Boška Petrovića i članovima orkestra Quincyja Jonesa, sve do suradnje s velikim jazz glazbenicima kao što su Clark Terry, Ernie Willkins i Art Farmer, Joe Pass, Buck Clayton i Joe Turner, Buddy de Franco, Kenny Drew, N.H.O. Pedersen i Alvin Queen. Petrović snima s brojnim glazbenicima: Zagrebačkim solistima, kvartetom Boilers, istočnoeuropskim i kalifornijskim jazz solistima, orkestrima Gerryja Mulligana i Olivera Nelsona, klaviristima Davorom Kajfešom i Nevenom Frangešom, dok u isto vrijeme popularizira etno repertoar. Kao gost nastupa na najprestižnijim svjetskim jazz festivalima (Montreux, Monterey, Detroit, Berlin). Boško Petrović bio je član HGU-a (Hrvatska glazbena unija) te International Biografical Association i International Who is who in Music.
Boško Petrović iznenada je preminuo 10. siječnja 2011. Petrovićev sin Kolja našao je očevo tijelo oko 11 sati u Petrovićevom stanu u Zagrebu. Iste godine organizirani su razni koncerti i izdanja u čast preminulog majstora jazza, ne samo u Hrvatskoj.

### B.P. Club
1. travnja 1988. godine, u podrumu Tesline ulici br. 7, Boško Petrović otvara B.P. Club, u kojemu su od otvaranja pa do danas nastupili brojni domaći i svjetski jazz glazbenici. Kao gost prve večeri, klub je otvorio veliki jazz gitarista, Joe Pass. U sklopu kluba otvorena je i izdavačka kuća 'Jazzete Records' za koju su snimali brojni glazbenici. Prva produkcija bila je BP Club All Stars 90,koja je objavljena 1991. godine, a sadrži neke od najboljih snimki koje su izvedene u klubu. Kroz klub je prošlo mnogo vrhunskih domaćih izvođača poput Arsena Dedića, Gabi Novak, Vice Vukova, Jasne Bilušić, Zdenke Kovačiček, a od mlađih glazbenika često dolazi Nina Badrić. od otvaranja, pa do danas, kroz klub su prošli gotovo svi vrhunski domaći glazbenici i mnogi strani popularni glazbenici, među kojima se nalaze Petrovićev mentor John Lewis i pijanista i skladatelj David Gazarov.
Tijekom rada kluba, mnoge snimke nastupa velikih glazbenika vremenom su se zagubile. Croatia Records 2006. godine objavljuje DVD Jazz gala, na kojemu su dokumentirani nastupi svih velikih jazz glazbenika koji su prošli kroz klub. Jazz gala, sadrži materijal kojim se htjelo obilježiti 17 godina neprekidnog rada kluba i nastupa velikih jazz glazbenika u njemu tijekom tog vremena.

## Nagrade
Tijekom svoje glazbene karijere, Boško Petrović primio je brojne nagrade i priznanja od kojih je i između ostalih, 'Porin' za životno djelo. Također je nositelj državnog odličja Red Danice hrvatske s likom Marka Marulića, a 2005. godine u irskom gradu Corku, uvršten je u 'European Jazz Masters'.
- Josip Štolcer Slavenski (1979.)
- Nagrada grada Zagreba (1989.)
- Višestruki dobitnik Porina
  - 1995. - Za najbolju instrumentalnu jazz izvedbu White Christmas (album Svim na Zemlji s Nevenom Frangešom)
  - 1996. - Za najbolji jazz album, kao producent (Jazz Gala Zagreb 900)
  - 1997. - Za najbolji jazz album kao producent (Blues At Piazza Grande)
  - 1998. - Za najbolji festivalski album (kao umjetnički direktor Cuban Party At Piazza Grande)
  - 2001. -  Za najbolji kompilacijski album Ethnology (kao autor kompilacije)
  - 2003. - Za najbolji jazz album Round Midnight (izvođači: Boško Petrović, Big band RTV Ljubljana)
  - 2003. - Za najbolju jazz izvedbu "I Love You Z.J.Q." (s albuma Round Midnight')
  - 2003. - Porin za životno djelo
  - 2005. - U Corku (Irska), uvršten u 'European Jazz Masters'
- Državno odličje - Red Danice hrvatske s likom Marka Marulića

## Diskografija
- Jazz Greetings from the East - 'Zagreb Jazz Quartet' (Phillips SM 885416 TY)
- Animal Dance - 'Z.J.Q.' (Atlantic 1402)
- With Pain I Was Born - 'Z.J.Q.' (Fontana 883900 JCY)
- Feel So Fine - zajdno s Buckom Claytonom & Big Joeom Turnerom (Black Lion 246202)
- Zagreb Jazz Quartet in Concert (Jazzete BPCD 002)
- Zagreb 900-Jazz Gala - zajedno s Johnom Lewisom & Zagreb Solistsi (Jazzete BPCD 038)
- B.P. Convention Big Band-Blue Sunset - zajedno s Clarkom Terryjem, Artom Farmerom, Ernieom Willkinsom, Gianniom Bassoom, Albertom Mangelsdorffom (Jugoton LSY 63041)
- Stabilisation Blues - zajedno s Clarkom Terryjem (Jugoton LSY 66161)
- Swinging East - zajedno s Nonconvertible All Stars (MPS Saba 21 21282-3)
- Swiss Suite - zajedno s Oliverom Nelsonom, Gatoom Barbieriem, Eddieom Clenhead Vinsonom, Stanleyom Cowellom, Vicom Gaskinom, Prettyom Purdieom, Sonnyom Morganom, Nanaom Vasconcelosom (Flying Dutchman PD 10149)
- To Zagreb With Love - zajedno s Billom Berryjem, Lannieom Morganom, Bobom Cooperom, Jackom Nimitzom, Louom Levyjem, Montyjem Budwigom, Lawrenceom Marableom, Louisom Conteom (Jazzete BPCD 014)
- Joe Pass-Solo, Duo, Trio - (Jazzete BPCD 005)
- Meet Us at the Bar - zajedno s Kennyjem Drewom, N.H.O. Pedersenom, Alvinom Queenom (Jazzete BPCD 006)
- What's New - zajedno s Joeom Passom & Strings  (Jazzete BPCD 015)
- Night Flight - zajedno sa Salom Nisticoom & B.P. Club All Stars (Jazzete BPCD 016)
- Baby Steps - zajedno s Buddyjem de Francoom & Strings (Jazzete BPCD 024)
- Bosko Petrovic Quintet  zajedno s Jamesom Newtonom, Nevenom Frangesom, N.H.O. Pedersenom, Alvinom Queenom (Jazzete BPCD 033)
- Trilogy  zajedno s B.P. Club All Stars & Zagreb Soloists (Jazzete BPCD 044)

### Filmografija
Glazba za filmove:
- 1964. - Svanuće
- 1965. - Ključ
- 1969. - Slučajni život
- 1970. - Jedanaesta zapovijed
- 1970. - Lisice
- 1973. - Timon

## Vanjske poveznice
- Stranice B.P. Cluba  Arhivirana inačica izvorne stranice od 28. studenoga 2011. (Wayback Machine)
- Jazzette Records